# Susan Player
Susan Player (Los Angeles, 11 ottobre 1954 – Los Angeles, 31 gennaio 2019) è stata una modella e attrice statunitense.

## Biografia
Esordisce nel sexy-fantascientifico L'invasione delle api regine (1973), ed è conosciuta principalmente per il suo ruolo da protagonista nel film del 1974 Cugini carnali. In seguito interpreta Peccati, jeans e... (1976).
Nel 1977 si è sposata con il cantante Al Jarreau, da cui ha avuto un figlio, Ryan.
È morta il 31 gennaio 2019.

## Filmografia
- L'invasione delle api regine (Invasion of the Bee Girls), regia di Denis Sanders (1973)
- Cugini carnali, regia di Sergio Martino (1974)
- Pubertà (Las adolescentes), regia di Pedro Masó (1975)
- Peccati, jeans e... (The Pom Pom Girls), regia di Joseph Ruben (1976)
- I ragazzi della spiaggia di Malibu (Malibu Beach), regia di Robert J. Rosenthal (1978)